# Toki, Gifu
Toki (土岐市 Toki-shi) là một thành phố thuộc tỉnh Gifu, Nhật Bản.